# Marc Ritter
Marc Ritter (* 18. Oktober 1967 in München) ist ein deutscher Autor und Internetmanager. Seit 1994 arbeitet er auf unterschiedlichen Management-Positionen für Medienunternehmen, Unternehmensberatungen und Online-Dienste. Ritter schreibt seit 2010 Kriminalromane und Thriller. Er verfasste ein mehrfach ausgezeichnetes Sachbuch über den Tod.

## Leben
Marc Ritter wurde 1967 im Städtischen Klinikum München-Harlaching geboren. Seine Eltern zogen 1974 nach Garmisch-Partenkirchen um. Dort machte Marc Ritter 1987 am Werdenfels-Gymnasium Abitur. Marc Ritter ist zum zweiten Mal verheiratet und lebt mit seiner Frau und zweien seiner fünf Kinder in München.

## Medien- und Internet-Schaffen
Bereits während des Zivildienstes begann Marc Ritter sich nebenberuflich journalistisch zu betätigen. Er berichtete für eine Garmisch-Partenkirchner Lokalzeitung über Politik, Sport, Kultur und Klatsch aus Garmisch-Partenkirchen.
Ab 1989 studierte Ritter Neuere Deutsche Literatur, Organisationspsychologie und Politikwissenschaft an der Ludwig-Maximilians-Universität München. Nebenbei arbeitete er für Lokalzeitungen des Süddeutschen Verlages als Reporter und Fotograf. Er arbeitete zudem als Standfotograf für TV-Produktionen, darunter für den BR-Klassiker Löwengrube mit Jörg Hube und Christine Neubauer. Er arbeitete ab 1992 bei einer Kommunikationsagentur und absolvierte nebenberuflich eine Weiterbildung an der Bayerischen Akademie für Werbung und Marketing, München.
1994 stellte der Süddeutsche Verlag Marc Ritter für das gerade gegründete SZ-Jugendmagazin jetzt ein. Ritter übernahm die Aufgaben Marketing, Vertrieb, Anzeigenverkauf, Produktion und Anzeigendisposition. Ritter kam hier in Kontakt mit Online-Medien. Er stellte 1995 gemeinsam mit einigen Redakteuren als erstes Online-Angebot der Süddeutschen Zeitung das Angebot jetzt-online live und verkaufte die ersten Internetwerbeflächen in Deutschland.
1997 kam Ritters Wechsel zu Microsoft, wo er als Business Manager für das städtische Informationsportal Sidewalk engagiert wurde. Noch im selben Jahr übernahm er bei Microsofts Online-Dienst MSN die Bereiche Marketing und Business Development. 1999 wechselte Ritter zu Yahoo Deutschland, wo er als Director Business Development Partnerschaften arbeitete.
2002 machte sich Marc Ritter mit einer Unternehmensberatung selbständig. Die Firma „Ritter Business Development“ arbeitete u. a. für das Süddeutsche Zeitung Magazin. Unter den Projekten war Konzeption, Partnerakquisition und Nutzungsplanung für das Haus der Gegenwart, das 2005 vom Münchner Oberbürgermeister Christian Ude und Bill Gates gemeinsam eröffnet wurde. Ritter fungierte für ein Jahr auch als Geschäftsführer der Betriebsgesellschaft Haus der Gegenwart gemeinnützige GmbH.
2005 gründete Ritter das Internetportal Sportsella.com, einen Online-Service, der Verkaufstrainings für Mitarbeiter des Sportartikel-Einzelhandels anbot. Das Unternehmen trat Ritter später an seinen Geschäftspartner ab.
Ritter arbeitete ab 2006 für die Unternehmensberatung aquarius consulting in München; ab 2007 für die Schörghuber Unternehmensgruppe, München, für die er die weltweiten Sponsorings leitete und ein datengestütztes Beziehungsmanagement („Customer-Relationship-Management“) einführte. Nach dem Tod des Unternehmensinhabers Stefan Schörghuber verließ Ritter die Gruppe im Jahr 2009 und arbeitete erneut für aquarius consulting.
Seit 2013 arbeitet Ritter bei Google in einer europäischen Management-Position.

## Schriftstellerei
Ab 2010 begann Marc Ritter professionell zu schreiben. Er verfasste während eines Sabbaticals seinen Erstling, den Kriminalroman „Josefibichl“, der im Oktober 2011 beim Münchner Piper Verlag erschien. In den folgenden zwei Jahren beschäftigte sich Ritter fast ausschließlich mit dem Verfassen von Spannungsliteratur. Um die Nachfrage der Verlage und der Leser zu befriedigen, führte er mehrere Krimi- und Thrillerschienen ein. Als Nebenprodukt seiner Recherchen sammelte er Material über den Tod, das er im Sachbuch „Das Allerletzte. Was Sie schon immer über den Tod wissen wollten“ (Riemann, 2014) verarbeitete.

### Alpenkrimis

#### Garmisch-Krimis der Gonzo-Hartinger-Reihe
Der Kriminalroman „Josefibichl“ (Piper, 2011) führt als Helden den Lokalreporter Karl-Heinz „Gonzo“ Hartinger ein, dessen Leben zwischen München und Garmisch-Partenkirchen pendelt. Der Roman ist ein typischer Vertreter der Gattung Regionalkrimi, in dem neben dem eigentlichen Kriminalfall auch das Leben eines überschaubaren Soziotops, in diesem Fall des Alpenortes Garmisch-Partenkirchen, beleuchtet wird. Weitere Bezeichnungen für Ritters Kriminalromane sind „Garmisch-Krimis“ oder auch „Alpenkrimis“. Ritter verbindet in der erfolgreichen Serie, die mit Band 2 „Herrgottschrofen“ im März 2013, Band 3 „Stieranger“ (März 2014) und Band 4 „Frauenmahd“ (Februar 2015) fortgesetzt wurde, meist drei bis vier Erzählstränge miteinander. Es geht darin um einen (oder mehrere) Morde, deren Hintergrund bilden meist eine historische Begebenheit (zum Beispiel in „Josefibichl“ tatsächliche Ereignisse aus der Nazizeit in Garmisch-Partenkirchens) sowie eine aktuelle tagespolitische Entwicklung (zum Beispiel die Suche nach einem Endlager für atomaren Müll in „Herrgottschrofen“). Vor diesen – im Vergleich zu sonstigen Alpenkrimis überaus politischen – Motiven verstrickt sich der Held Karl-Heinz „Gonzo“ Hartinger, Lokalreporter, Fotograf und Renegat, in spektakuläre Kriminalfälle – nicht selten zunächst als Hauptverdächtiger, der zur falschen Zeit am falschen Ort ist. Hartingers Privatleben pendelt zwischen der ortsansässigen und bodenständigen Bergbäuerin Kathi Mitterer, mit der zusammen er einen halbwüchsigen Sohn hat, und der mondänen und äußerst selbstbewussten Münchner Pathologin Dr. Dorothee Allgäuer. Diese Konstellation trägt in Ritters Garmisch-Krimis nicht nur zur Charakterisierung des Helden bei, sondern treibt auch die Handlung fort. Eine weitere tragende Rolle spielt in den Gonzo-Hartinger-Romanen der pensionierte Gymnasiallehrer Albert Frey, der als Lokalhistoriker geschichtliche Hintergründe ans Tageslicht bringt. Den Danksagungen in Ritters Garmisch-Krimis ist zu entnehmen, dass die fiktive Person des Albert Frey an einen real existierenden ehemaligen Lehrer des Autos namens Alois Schwarzmüller angelehnt ist; dieser ehemalige Lehrer publiziert im Internet weitgehend Unbekanntes aus den Annalen des Olympia-Ortes.

#### Alpen-Rätselkrimi
Eine zweite Alpenkrimi-Schiene startete Marc Ritter bereits 2012 als Auftragsarbeit für den Münchner Verlag Droemer Knaur. Zwischen April und Juni 2012 erschien beim Droemer Knaur-Imprint neobooks.com der digitale Serien-Krimi „Transalp“, der in Co-Autorenschaft mit dem Rätselautor CUS (Rätselautor) entstand. Die ursprünglich zwölf Folgen der wöchentlich erscheinenden E-Book-Serie wurden mit Rätseln verbunden, die CUS dem Werk beisteuerte. Außerdem schrieb CUS die Perspektive des Verbrechers Benno Spindler, der vom Leiter der Münchner Zielfahndung über die Alpen verfolgt wird. Hintergrund der Handlung in „Transalp“ bildet eine Handschrift des Nibelungenliedes, in die angeblich Adolf Hitler einen Hinweis auf sein Vermächtnis gekritzelt haben soll. Diese Begebenheit wurde von Ritter und CUS erfunden. Im Herbst 2015 erschien bei Knaur „Transalp“ in einer Taschenbuchausgabe.

### Thriller
Anders als in beiden Alpenkrimi-Schienen, in denen der Fokus auf dem Lokalen liegt, beschäftigen sich Ritters Thriller „Kreuzzug“ und „Bluteis“ mit groß angelegten Terrorszenarien. In der Fachterminologie werden solche Plots auch als „High concept“ bezeichnet. Ritter bleibt aber seiner Szenerie treu, auch die Thriller spielen in den Alpen. Dieses Setting hat ihm unter Lesern den Titel „Dan Brown der Alpen“ eingebracht.
In „Kreuzzug“ (Droemer, März 2012) wird die Zugspitze von Terroristen gekapert. Aus unterschiedlichsten Perspektiven – der des im Tunnel der Zugspitz-Zahnradbahn gefangenen Helden Thien Hung Baumgartner, der des Krisenstabes im Kanzleramt, der des die Aktionen lenkenden und beobachten CIA-Agenten – verfolgt der Leser eine schnelle und teilweise brutale Action-Handlung. Im Herbst 2013 folgte der Thriller „Bluteis“ (Droemer), in dem der Bogen zwischen dem mondänen Touristenort St. Moritz und Landraub (engl. Land Grabbing) in Afrika. In seinen Thrillern verhandelt Ritter die großen Probleme der Erde wie Ausbeutung der Entwicklungsländer und Überbevölkerung. Er bezieht sich in Widmungen und Danksagungen auf den Schweizer Kapitalismuskritiker Jean Ziegler und den amerikanischen Physiker Al Bartlett und dessen bekannten Vortrag „Arithmetik, Bevölkerung und Energie“. Aufsehen erregte eine zufällige Parallelität zwischen einem fiktiven Ort im Thriller „Bluteis“ und der Realität: Das im Buch als Schauplatz gewählte und fiktive „Luxury Hideaway Osterbach“, in dem sich eine von Ritter erfundene Elite-Gruppe aus Politikern und Wirtschaftsführern trifft, hat große Ähnlichkeit mit dem tatsächlich existierenden Hotels Schloss Elmau, dem Schauplatz des realen G7-Gipfels im Jahr 2015. Ritters Buch kam in der gleichen Woche auf den Markt, in der öffentlich bekannt gegeben wurde, dass der G7-Gipfel auf Schloss Elmau 2015 abgehalten würde.

### Sachbuch
In Zusammenarbeit mit dem Art Director und Buchgestalter Tom Ising verfasste Marc Ritter das Sachbuch „Das Allerletzte. Was Sie schon immer über den Tod wissen wollten“, das im Herbst 2014 bei Riemann (Verlag) / Random House erschien. Das Buch wurde ausgezeichnet von D&AD in London sowie dem Art Directors Club und wurde von der Stiftung Buchkunst unter die 25 schönsten deutschen Bücher 2014 gewählt.

## Kritik
- „Josefibichl ist mehr als nur ein Heimatkrimi – fast eine Art politische Dokumentation. Mit viel Sprachwitz und einem subtilen Blick für die Menschen.“, Süddeutsche Zeitung, 15. Dezember 2011
- „Ritter seziert á la Feuchtwanger korrupten Provinzialismus.“, Alps Magazin zum Alpen-Krimi Josefibichl, Dezember 2011
- „Nach der Lektüre von Kreuzzug steht für mich fest, dass er ein ausgezeichneter Thriller-Autor ist – und deshalb freue ich mich auf das nächste Werk aus seiner Feder.“ Krimicouch.de, Februar 2013[9]
- „Aus der großen Zahl bayrischer Regionalkrimis ragt Marc Ritter mit seinem Roman [Herrgottschrofen] durchaus heraus, denn die Mischung zwischen Polit-Thriller und Kriminalgeschichte, Provinz und Landeshauptstadt, gibt dem Buch eine besondere Note. Gonzo Hartinger hat in jedem Fall noch reichlich Potenzial für weitere höchst unterhaltsame Kriminalfälle.“ Krimicouch.de, Mai 2013[10]

## Werk

### Bücher und E-Books

#### Alpenkrimis um Karl-Heinz „Gonzo“ Hartinger
- 2011: Josefibichl, Alpenkrimi, Piper, München. ISBN 978-3-492-27290-2
- 2013: Herrgottschrofen: Kriminalroman (Garmisch-Krimis, Band 2), Piper, München. ISBN 978-3-492-30109-1
- 2014: Stieranger: Kriminalroman (Garmisch-Krimis, Band 3), Piper, München. ISBN 978-3-492-30434-4
- 2015: Frauenmahd: Kriminalroman (Garmisch-Krimis, Band 4), Piper, München. ISBN 978-3-492-30603-4

#### Alpen-Rätselkrimi um Kriminalhauptkommissar Anselm Plank und Stephanie Gärtner
- 2012: Transalp, Alpenkrimi, E-Book-Serie, neobooks, München.
- 2015: Transalp, Alpenkrimi, Taschenbuch, Knaur, München. ISBN 978-3-426-51521-1

#### Thriller um Berg-Fotograf Thien Hung Baumgartner und Gebirgsjäger Markus Denninger
- 2012: Kreuzzug, Thriller, Droemer Knaur, München, ISBN 978-3-426-51165-7
- 2013: Bluteis, Thriller, Droemer Knaur, München. ISBN 978-3-426-22629-2

#### Sachbuch
- 2014: Das Allerletzte. Was Sie schon immer über den Tod wissen wollten. Mit Tom Ising. Riemann, München. ISBN 978-3-570-50158-0

### Hörbücher
- 2012: Kreuzzug, Hörbuch-Download – Ungekürzte Ausgabe, gelesen von Detlef Bierstedt, Audible GmbH.
- 2013: Herrgottschrofen, Hörbuch-Download – Gekürzte Ausgabe, gelesen von Michael Schwarzmaier, Hörbuch Hamburg.
- 2013: Bluteis, Hörbuch-Download – Ungekürzte Ausgabe, gelesen von Robert Frank, Audible GmbH.
- 2013: Transalp, Hörbuch-Download – Ungekürzte Ausgabe, gelesen von Robert Frank, Audible GmbH.
- 2014: Stieranger, Hörbuch-Download – Gekürzte Ausgabe, gelesen von Michael Schwarzmaier, audio media verlag.
- 2015: Frauenmahd, Hörbuch-Download – Gekürzte Ausgabe, gelesen von Michael Schwarzmaier, audio media verlag.